# 乌鲁 (罗讷省)
乌鲁（法語：Ouroux，法語發音：[uʁu]）是法国罗讷省的一个旧市镇，属于索恩河畔自由城区。2019年，乌鲁与临近的7个市镇合并为新市镇德格罗讷。

## 地理
乌鲁（46°13'51"N, 4°35'40"E）面积21.06 平方千米，位于法国奥弗涅-罗讷-阿尔卑斯大区罗讷省，该省份为法国中东部省份，北起顺时针与索恩-卢瓦尔省、安省、里昂大都会、伊泽尔省和卢瓦尔省接壤。
与乌鲁接壤的市镇（或旧市镇、城区）包括：圣马梅尔、莱萨尔迪亚、阿沃纳、蒙索勒、圣克里斯托夫、圣雅克德萨雷。

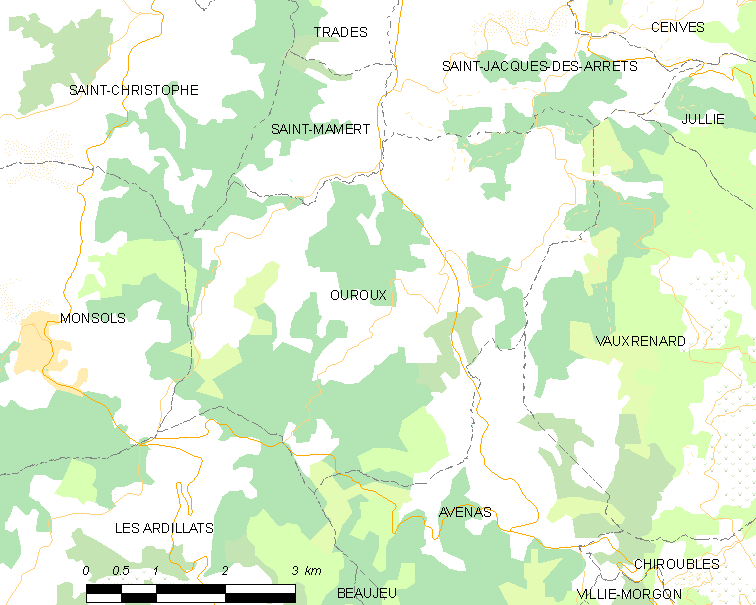
的OSM定位图

乌鲁的时区为UTC+01:00、UTC+02:00（夏令时）。

## 行政
乌鲁的邮政编码为69860，INSEE市镇编码为69150。

## 政治
乌鲁所属的省级选区为蒂济莱布尔县。

## 人口

1962-2008年间人口变化图示

乌鲁于2018年1月1日时的人口数量为334人。